# Colonia Río Bravo
Colonia Río Bravo är en ort i Mexiko, tillhörande kommunen Axapusco i delstaten Mexiko, i den centrala delen av landet. Orten hade 376 invånare vid folkräkningen 2010.